# Wie Weit
Wie Weit è un singolo degli Apocalyptica pubblicato nel 2005. Contiene Quutamo, versione strumentale delle altre 3 canzoni del singolo, Wie Weit (in lingua tedesca), How Far (in lingua inglese) e En Vie (in lingua francese).

## Tracce
1. Wie Weit (feat. Marta Jandová)
2. Quutamo
3. How Far (feat. Marta Jandová)
4. En Vie (feat. Manu)

## Formazione
- Eicca Toppinen - violoncello
- Paavo Lötjönen - violoncello
- Perttu Kivilaakso - violoncello
- Mikko Sirén - batteria
- Marta Jandová - voce
- Manu - voce